# Torx

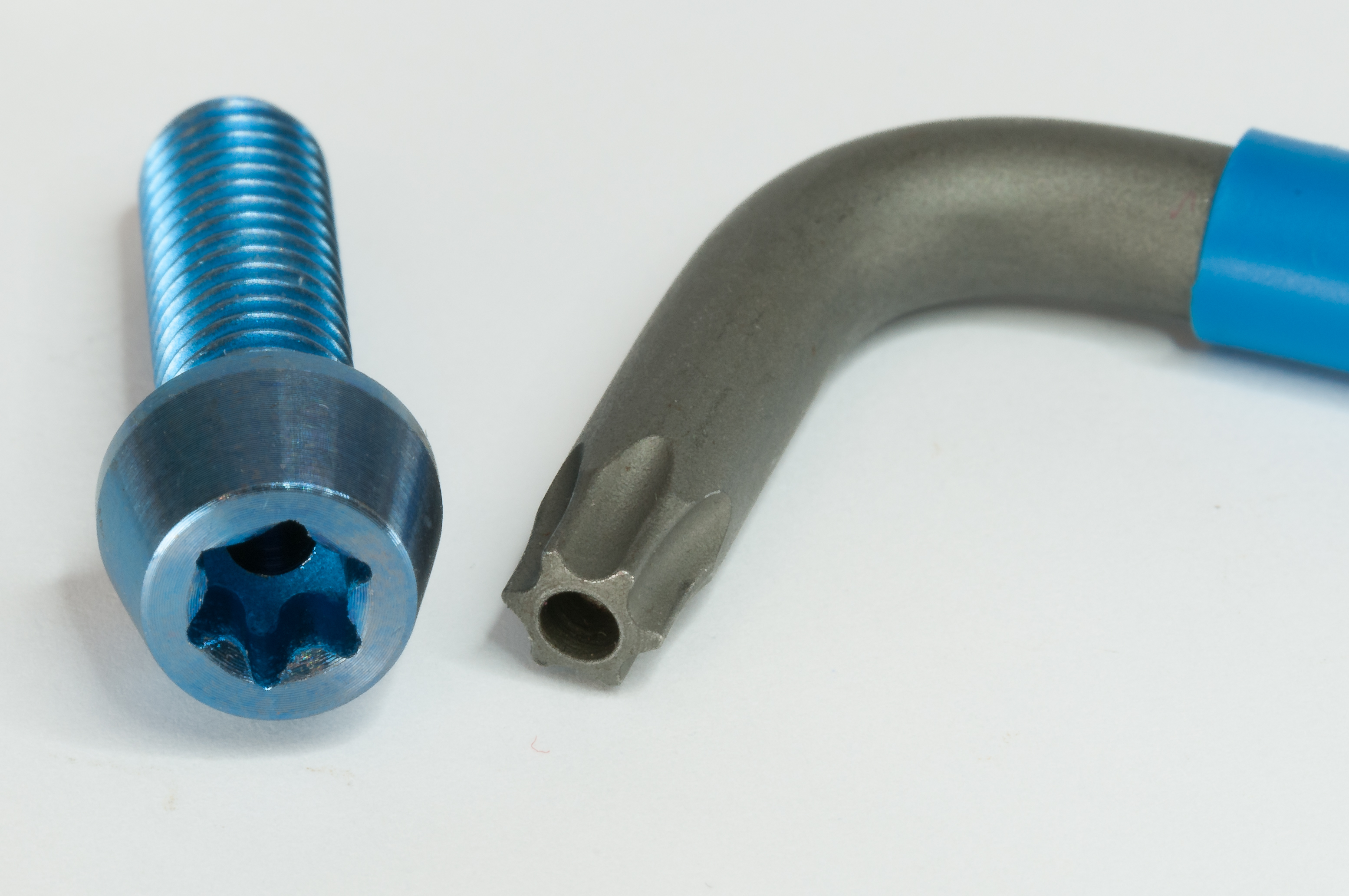
Una chiave Torx a L di sicurezza e una vite con foro per una spina di sicurezza che ne impedisca lo smontaggio con una normale chiave Torx.

Torx è il nome commerciale di un tipo di vite con testa caratterizzata da un incavo a forma di stella a sei punte.
Sviluppato dalla Camcar LLC di Acument Global Technologies (ex Camcar Textron), questo tipo di vite, noto anche con i nomi di "vite a sei punte" o "vite a stella", è standardizzato nella norma ISO 10664 con la denominazione "Sede interna esalobulare per bulloni e viti".

## Descrizione
Le viti Torx consentono di applicare un'elevata coppia (torque in inglese, origine del nome) senza causare l'uscita forzata del giravite come avviene nelle viti con intaglio a croce, e maggiore di quanto ottenibile con incavi con minore superficie di lavoro, per esempio l'incavo esagonale.
Necessitando di un attrezzo dedicato per essere operate, le viti Torx vengono anche utilizzate come semplice dispositivo anti-manomissione ove si voglia evitare che un dispositivo possa essere smontato con l'uso dei comuni cacciaviti a taglio, a croce o brugole. Per questo particolare scopo sono stati sviluppati nel tempo intagli derivati dal Torx che necessitano però di altri attrezzi per essere avvitati e svitati, come il Tamper Resistant Torx (o Resistorx) che presenta una spina centrale sulla vite e un relativo foro sul giravite, Pentatorx caratterizzato da 5 lobi e Torx Plus, con un profilo simile ma incompatibile con i cacciaviti Torx.

## Tipologie

### Tamper Resistant Torx

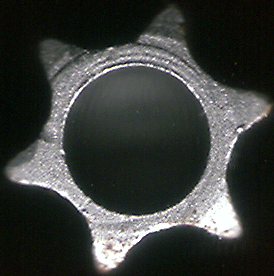
Punta Tamper Resistant Torx vista di fronte

Una versione conosciuta come Security Torx, Tamper-Resistant Torx (spesso abbreviato in Torx TR) o pin-in Torx contiene un perno al centro della testa che impedisce l'inserimento di un driver Torx standard (o di un cacciavite diritto).

### External Torx

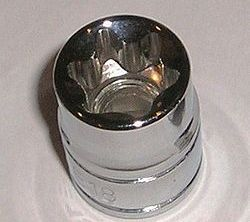
Bussola External Torx E18

External Torx è una versione dove la testa della vite ha la forma di una punta di cacciavite Torx, e l'inserto è una bussola con l'impronta Torx. La dimensione nominale "E" Torx esterna non è correlata alla dimensione "T", (ad esempio, una vite con testa E40 è troppo grande per un inserto Torx T40, mentre una vite con testa E8 Torx si adatta a un bit Torx T40).

### Torx Paralobe
Torx Paralobe è un'altra evoluzione di Torx Plus, che permette di trasferire alto momento torcente.

### Torx Plus
Un'evoluzione di Torx è Torx Plus. È stato brevettato nel 2012.

### Torx ttap
Una versione migliorata di Torx chiamata Torx ttap Archiviato il 22 giugno 2021 in Internet Archive. è stata sviluppata nel 2006. È dotata di un secondo incavo per creare un innesto (chiamato Frixion Fit), progettato per ridurre al minimo l'oscillazione (chiamato Stable Drive) senza premere e per non necessitare punte magnetiche, una caratteristica che può essere importante per alcuni utenti industriali. I driver Torx standard possono essere utilizzati per guidare le viti Torx ttap, ma i driver Torx ttap non si adattano alle viti Torx standard.

### AudiTorx
AudiTorx è un dispositivo di fissaggio a prova di manomissione in cui la testa convessa e liscia del dispositivo è sormontata da un'unità Torx a strappo che si stacca quando viene raggiunta la coppia prevista, lasciando una testa del bullone simile a un rivetto che non può essere facilmente rimossa. L'applicazione principale per questi elementi di fissaggio è nell'industria ferroviaria.

## Misure
Le teste Torx esistono di diverse misure e vengono indicate con la lettera maiuscola "T" seguita da un numero, che rappresenta il diametro del cerchio circoscritto della sezione. La chiave T10, per esempio, è più piccola della T15. Non è possibile operare viti Torx con giraviti di misura differente da quella della vite.

### Diametri impronta
Misure impronte Torx maschio per viti a testa cava
distanza tra le estremità dei due incavi contrapposti
| Torx | Inch   | mm   | mm²  | mm³  |
| ---- | ------ | ---- | ---- | ---- |
| T6   | 0,066" | 1,75 | 1,70 | 1,67 |
| T10  | 0,107" | 2,39 | 2,74 | 2,74 |
| T15  | 0,128" | 2,82 | 3,27 | 3,27 |
| T20  | 0,151" | 3,94 | 3,86 | 3,66 |
| T27  | 0,195" | 5,08 | 4,43 | 4,43 |
| T30  | 0,216" | 5,61 | 5,52 | 5,52 |
| T40  | 0,260" | 6,76 | 6,65 | 6,65 |

| Misura | Distanza punta-punta | Distanza punta-punta | Campo di massimo serraggio | Campo di massimo serraggio | ~ E Torx |
| Misura | (pollici)            | (mm)                 | (lb·ft)                    | (N·m)                      | ~ E Torx |
| ------ | -------------------- | -------------------- | -------------------------- | -------------------------- | -------- |
| T1     | 0,031                | 0,81                 | 0,01–0,02                  | 0,02–0,03                  |          |
| T2     | 0,036                | 0,93                 | 0,05–0,07                  | 0,07–0,09                  |          |
| T3     | 0,046                | 1,10                 | 0,10–0,13                  | 0,14–0,18                  |          |
| T4     | 0,050                | 1,28                 | 0,16–0,21                  | 0,22–0,28                  |          |
| T5     | 0,055                | 1,42                 | 0,32–0,38                  | 0,43–0,51                  | E2       |
| T5,5   |                      |                      |                            |                            |          |
| T6     | 0,066                | 1,70                 | 0,55–0,66                  | 0,75–0,90                  |          |
| T7     | 0,078                | 1,99                 | 1,0–1,3                    | 1,4–1,7                    |          |
| T8     | 0,090                | 2,31                 | 1,6–1,9                    | 2,2–2,6                    |          |
| T9     | 0,098                | 2,50                 | 2,1–2,5                    | 2,8–3,4                    |          |
| T10    | 0,107                | 2,74                 | 2,7–3,3                    | 3,7–4,5                    |          |
| T15    | 0,128                | 3,27                 | 4,7–5,7                    | 6,4–7,7                    |          |
| T20    | 0,151                | 3,86                 | 7,74–9,37                  | 10,5–12,7                  | E4       |
| T25    | 0,173                | 4,43                 | 11,7–14,0                  | 15,9–19                    | E5       |
| T27    | 0,195                | 4,99                 | 16,6–19,8                  | 22,5–26,9                  |          |
| T30    | 0,216                | 5,52                 | 22,9–27,6                  | 31,1–37,4                  | E6       |
| T35    | E7                   |                      |                            |                            |          |
| T40    | 0,260                | 6,65                 | 39,9–48,0                  | 54,1–65,1                  | E8       |
| T45    | 0,306                | 7,82                 | 63,4–76,1                  | 86–103,2                   |          |
| T47    | GM-Style             |                      |                            |                            |          |
| T50    | 0,346                | 8,83                 | 97,4–117                   | 132–158                    | E10      |
| T55    | 0,440                | 11,22                | 161–189                    | 218–256                    | E12      |
| T60    | 0,519                | 13,25                | 280–328                    | 379–445                    | E16      |
| T70    | 0,610                | 15,51                | 465–516                    | 630–700                    | E18      |
| T80    | 0,690                | 17,54                | 696–773                    | 943–1048                   | E20      |
| T90    | 0,784                | 19,92                | 984–1094                   | 1334–1483                  |          |
| T100   | 0,871                | 22,13                | 1359–1511                  | 1843–2048                  | E24      |

## Galleria d'immagini

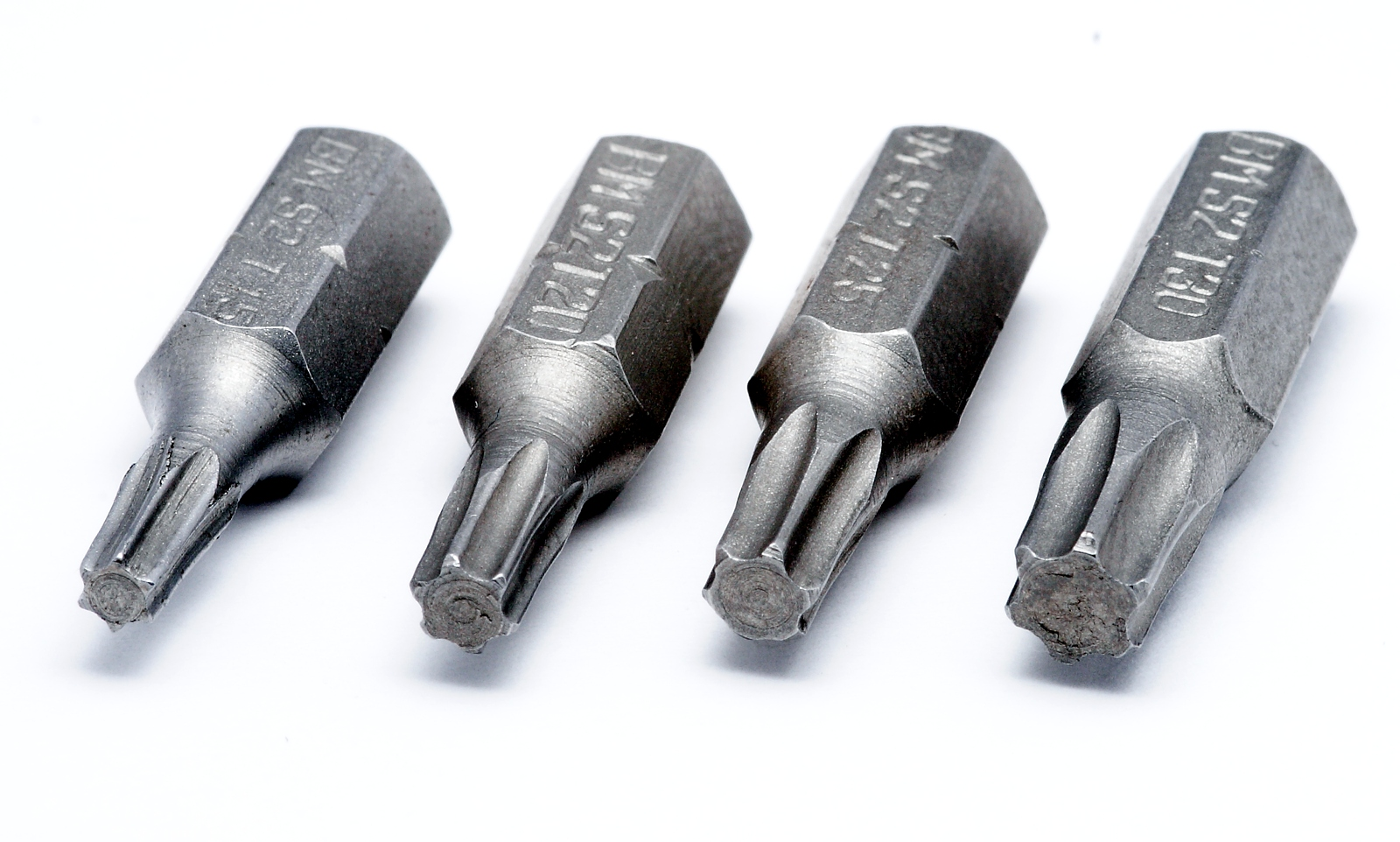
Inserti Torx T15, T20, T25 e T30
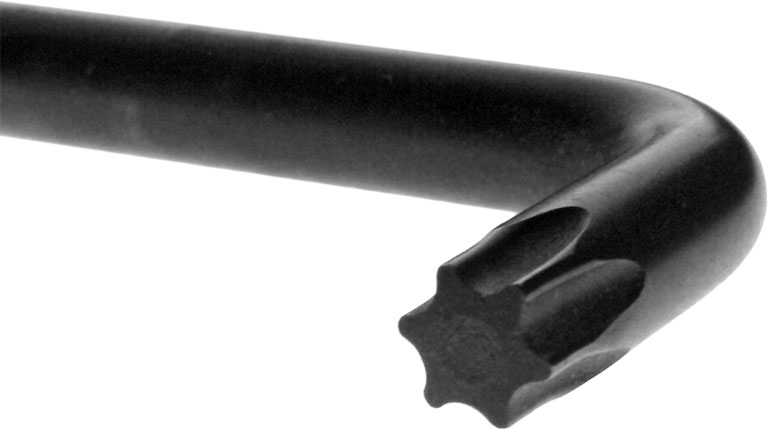
Una chiave a brugola Torx
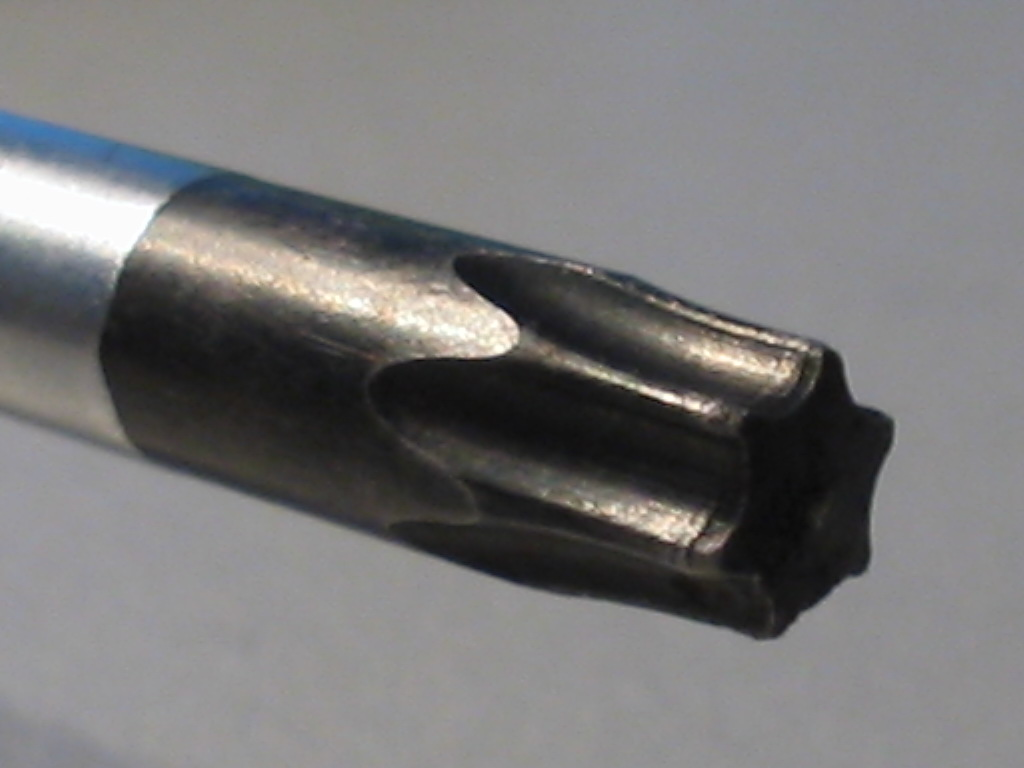
Ingrandimento della punta di un cacciavite Torx
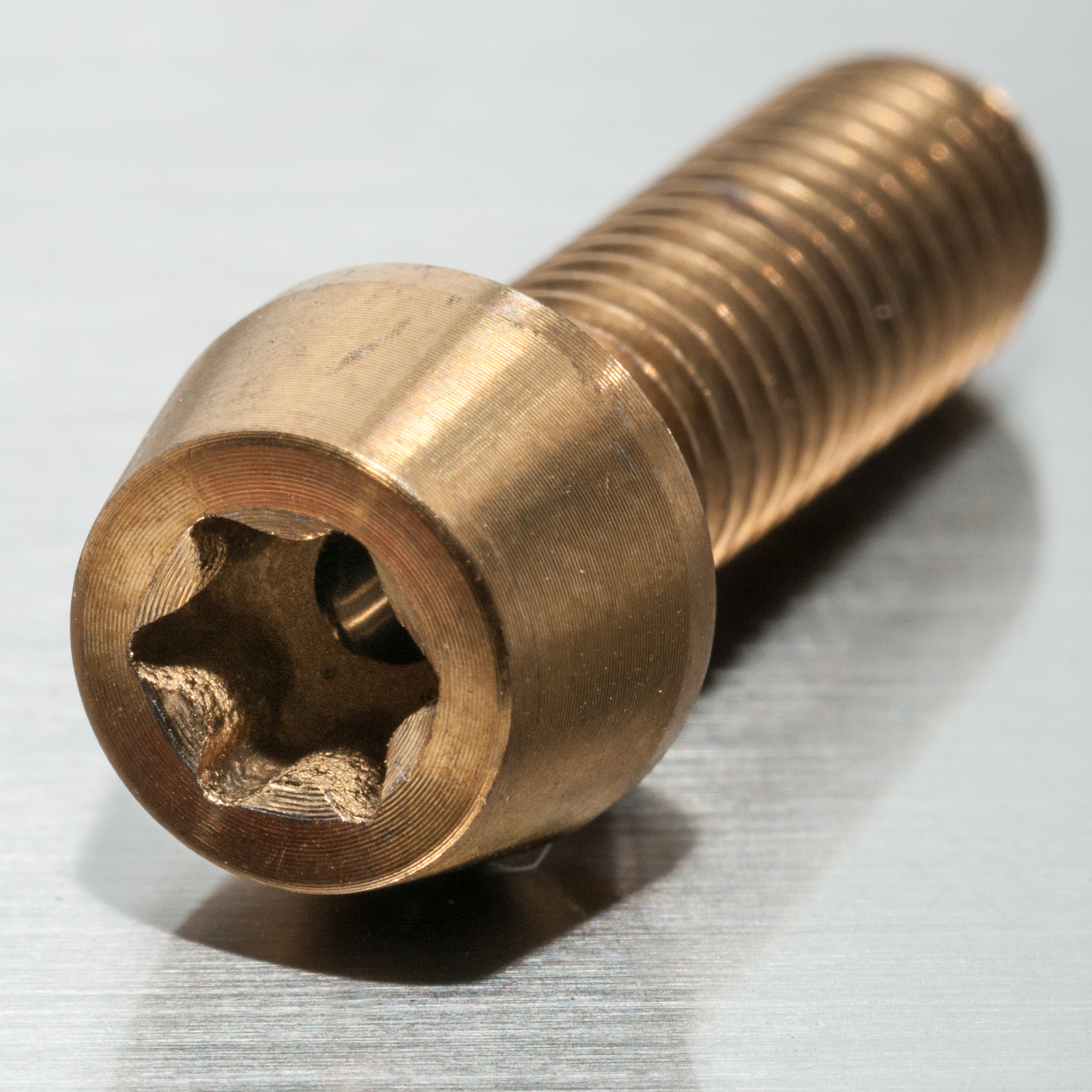
Una vite Torx T30